# Hermann Schützenhöfer
Hermann Schützenhöfer (ur. 29 lutego 1952 w Edlitz) – austriacki polityk, działacz partyjny i samorządowiec, starosta krajowy Styrii (2015–2022).

## Życiorys
W 1970 ukończył szkołę zawodową w Kirchbach in der Steiermark. Dołączył do Junge Volkspartei, organizacji młodzieżowej Austriackiej Partii Ludowej (ÖVP). W latach 1970–1976 był etatowym pracownikiem tej młodzieżówki jako sekretarz krajowy w Styrii, następnie przez trzy lata pełnił funkcję jej przewodniczącego w tym kraju związkowym. Od 1978 do 1991 zatrudniony na stanowisku sekretarza styryjskiego oddziału ÖAAB, organizacji pracowniczej afiliowanej przy ÖVP.
Od 1981 wybierany na posła do landtagu. W latach 1994–2000 przewodniczył frakcji deputowanych ÖVP, w 2006 został przewodniczącym krajowych struktur ludowców. W 2000 wszedł w skład rządu Styrii, gdzie odpowiadał m.in. za sprawy kadrowe, młodzieży, mieszkalnictwo i turystykę. Od 2005 do 2015 był pierwszym zastępcą starosty krajowego, zajmując się głównie sprawami gmin, kultury ludowej i turystyki. W czerwcu 2015 powołany na nowego starostę krajowego Styrii.
W 2022 zapowiedział rezygnację z funkcji politycznych; Christopher Drexler przejął od niego kierownictwo styryjskiej ÖVP, a w lipcu tegoż roku zastąpił go na stanowisku starosty krajowego.

## Odznaczenia
- Komandor Orderu Świętego Grzegorza Wielkiego (2017)[3]